# Hemidactylus jubensis
Hemidactylus jubensis este o specie de șopârle din genul Hemidactylus, familia Gekkonidae, descrisă de Boulenger 1895. Conform Catalogue of Life specia Hemidactylus jubensis nu are subspecii cunoscute.